# Parafia św. Wawrzyńca w Cierlicku
Parafia Świętego Wawrzyńca w Cierlicku – parafia rzymskokatolicka znajdująca się w Cierlicku, w kraju morawsko-śląskim w Czechach. Należy do dekanatu Karwina diecezji ostrawsko-opawskiej.
Msze prowadzone są również w języku polskim dla polskiej mniejszości. Nieopodal kościoła parafialnego znajduje się Żwirkowisko, miejsce pamięci tragicznej śmierci 11 września 1932 polskich pilotów Stanisława Wigury i Franciszka Żwirki.

## Historia

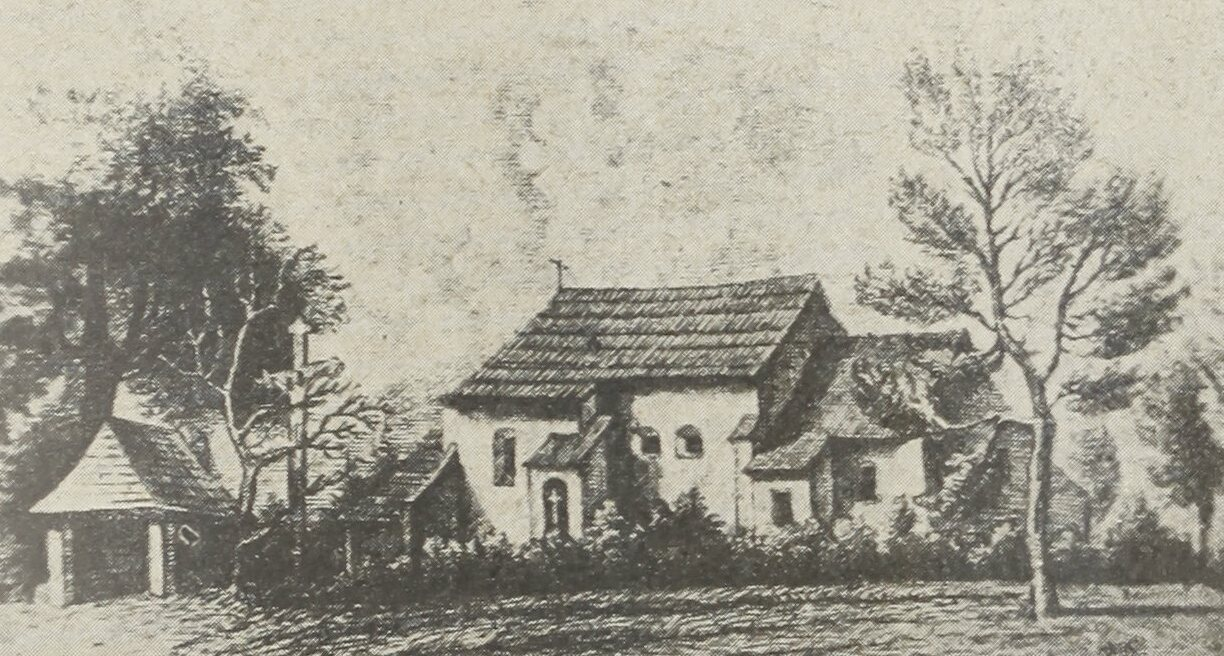
Dawny kościół przed rozbiórką

Parafia nie została wymieniona w spisie świętopietrza sporządzonym przez archidiakona opolskiego Mikołaja Wolffa w 1447. Zachował się jednak dokument, w którym cierlicki proboszcz ubiega się o odszkodowanie za niespłaconą dziesięcinę z lat 1444-1446, w którym ponadto wspomina się, że parafia w Cierlicku trwa od niepamiętnych czasów. Parafia zapewne istniała więc w pierwszej połowie XV wieku, a być może już w XIV. Drewniany kościół parafialny pod wezwaniem Zwiastowania Najświętszej Maryi Panny położony był nad rzeką Stonawką. Nieco później zbudowany został kościół pw. św. Wawrzyńca i założona parafia w Kościelcu, w przysiółku Cierlicka położonym na wzgórzu na wschód od Cierlicka.
W okresie Reformacji oba te kościoły zostały przejęte przez ewangelików. 24 marca 1654 zostały im odebrane przez specjalną komisję. Jeszcze w tym roku parafia w Cierlicku podporządkowana została pomniejszonemu archiprezbiteratowi (dekanatowi) w Cieszynie.
W 1769 powstał nowy dekanat karwiński, do którego przeszła parafia w Cierlicku. W tym samym roku rozpoczęto budowę nowego murowanego kościoła ukończona w 1772, poświęcony Świętej Trójcy.
Po wojnach śląskich i oddzieleniu granicą od diecezjalnego Wrocławia, będącego w odtąd w Królestwie Prus, do zarządzania pozostałymi w Monarchii Habsburgów parafiami powołano w 1770 Wikariat generalny austriackiej części diecezji wrocławskiej.
Według schematyzmu austriackiej części diecezji wrocławskiej z 1847 roku parafia w Cierlicku w archiprezbiteracie karwińskim obejmowała Cierlicko Górne (937 katolików, 444 akatolików, 5 żydów), Cierlicko Dolne (274/208/27), Stanisłowice (369/157/10), Grodziszcz (372/481/4), Kocobędz (219/248/5), Mistrzowice (56/252), Koniaków (149/172) i Koty (107/126/5), w sumie 2483 katolików, 2084 akatolików i 56 żydów. Proboszczem był urodzony w 1790 we Frydku Joseph Rudel a językiem parafii był język polski.
W 1908 stary kościół w Kościelcu został rozebrany, a na jego miejscu postawiono nowy.
Po I wojnie światowej i polsko-czechosłowackim konflikcie granicznym Frysztat znalazł się w granicach Czechosłowacji, wciąż jednak podległy był diecezji wrocławskiej, pod zarządem specjalnie do tego powołanej instytucji zwanej: Knížebiskupský komisariát niský a těšínský. Kiedy Polska dokonała aneksji tzw. Zaolzia w październiku 1938 parafię jako jedną z 29 włączono do diecezji katowickiej, a 1 stycznia 1940 z powrotem do diecezji wrocławskiej. W 1947 obszar ten wyjęto ostatecznie spod władzy biskupów wrocławskich i utworzono Apostolską Administraturę w Czeskim Cieszynie, podległą Watykanowi. W 1978 obszar Administratury podporządkowany został archidiecezji ołomunieckiej. W 1996 wydzielono z archidiecezji ołomunieckiej nową diecezję ostrawsko-opawską.
Wcześniej, 30 maja 1962 kościół został zniszczony w ramach budowy zbiornika na rzece Stonawce i utworzenia Zalewu Cierlickiego. Parafia w Cierlicku przeniesiona została do kościoła filialnego w Kościelcu.